# Бугаев, Николай Иванович

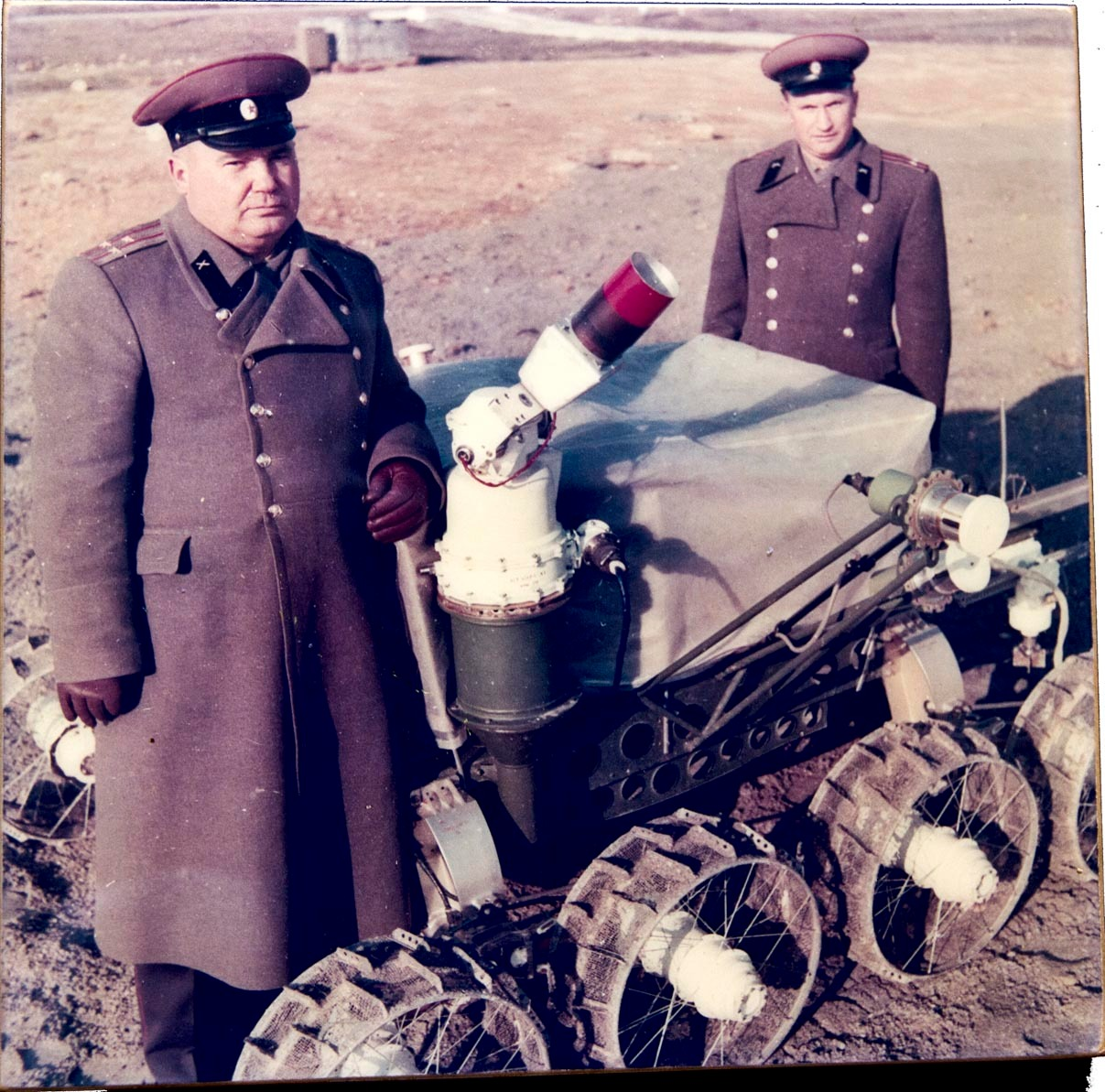
Николай Бугаев, фотография с луноходом

Николай Иванович Бугаев (27 мая 1923, Новая Прага — 13 декабря 2003, Москва) — советский учёный, фронтовик, создатель, организатор и начальник Центра Командно-измерительного комплекса (Центр КИК), откуда осуществлялось управление полётами всех советских космических аппаратов, запускаемых в военных целях, лауреат Ленинской премии.

## Детство
Отец — Иван Николаевич Бугаев, владел мукомольной мельницей, пожалованному ему по указу царя Николая II, как герою Первой мировой войны, за подвиги был награждён двумя крестами Святого Георгия. Мать — Анна Яковлевна владела небольшой швейной мастерской. Кроме Николая в семье было ещё три младших сестры.

## Военная карьера
После окончания неполной средней школы, Николай Иванович 17 февраля 1940 года, как отличник учёбы, без экзаменов был зачислен в Орловское пехотное училище и в июне 1941 года в звании лейтенанта был отправлен командовать взводом 120 стрелковой дивизии на Западном направлении. 24 июля 1941 года получил первое боевое ранение. В сентябре 1941 назначен командиром роты 43 армии генерала Голубева К. Д. 12 ноября 1941 года получил второе, тяжелое ранение под Наро-Фоминском
В июне 1942 года, после госпиталя был направлен в войска ВДВ (106 Тульская Гвардейская им Кутузова дивизия). Присвоено звание «старший лейтенант». Участвовал в первом Днепровском десанте, где Бугаев Н. И. получил третье ранение и до начала 1945 года находился в резерве войск ВДВ. Весной 1945 года участвовал в десанте и освобождал Чехословакию. В мае 1946 года присвоено звание «капитан».
После войны, в 1946 году служил в должности инструктора воздушно-десантных войск. Выполняя ночной затяжной прыжок, повредил раненую ногу, из-за чего дальнейшие прыжки ему были запрещены и он перешел на штабную работу.

## Учёба и работа
В 1951 году Бугаев Н. И. закончил 10 класс средней школы и поступил в Академию связи им. С. М. Буденного в Ленинграде, которую закончил весной 1957 года и был назначен начальником пункта в Восточной̆ Сибири («пункт Бугаева»). Трудности обустройства на необжитом месте и суровый̆ климат серьёзно осложняли работу. Но бывший̆ воин успешно справился с нелегкими задачами: сколотил трудолюбивый̆ коллектив, организовал четкую работу пункта с первыми сотрудниками в 1957—1958 годах и по возможности наладил бытовые условия работы и жизни людей.

«Откровенно говоря, там все-таки было трудновато. В этом пришлось убедиться и мне, когда я зимой побывал по служебным делам на „пункте Бугаева“, как его называли в Центре КИКа. Насквозь промерзали не только кузова аппаратных машин, но и стены деревянных жилых домов. А ведь некоторые инженеры жили там с маленькими детьми, впрочем, как и их начальник, два малолетних сынишки которого вместе с родителями стойко преодолевали сибирские зимы»— 
В 1959 Бугаеву И. Н. присвоено звание «Полковник». В 1959—1973 — являлся командиром НИП-10. В октябре 1959 — состоялось очное знакомство Бугаева Н. И. с Королёвым С. П. В 1965 году Бугаев стал лауреатом Государственной премии за Лунную программу. В 1968 году — лауреатом Государственной премии за пилотируемую космическую программу.
В 1965−1972 Бугаев Н. И. проводил совместную работу с НПО им Лавочкина под руководством Н. Г. Бабакина по программе освоения дальнего космоса: Луна, Венера, Марс.
В июле 1973 года — Бугаев назначен на должность Главного инженера КИК (Командно-измерительного Комплекса) и стал лауреатом Ленинской премии.
В мае 1977 года присвоено звание «Генерал-майор».
В июне 1977 Николай Иванович уволен в запас с правом ношения военной формы.

## Личная жизнь
Во время реабилитации после ранения, в г. Горький (г. Нижний Новгород) познакомился со своей будущей женой и 1 февраля 1946 года они поженились.
В семье родились двое детей: Юрий-родился 28 ноября 1946, Александр -родился 6 марта 1952 года. Юрий был женат на Ирине и имел дочку Наташу. Александр женился на Валентине и имел сына Сережу и дочку Елену.
Умер 17 декабря 2003 года, похоронен на Троекуровском кладбище в Москве.

## Награды
- Три ордена Ленина
- Четыре ордена Красной Звезды
- Ордена «За службу Родине в вооруженных силах СССР» 1,2,3 степени
- Ордена «Отечественной войны» 1 и 2 степени
- Медали «за оборону Москвы», «За победой над Германией»" За боевые заслуги" и др.
- Дважды Лауреат Государственной премии СССР
- Участник парада Победы на Красной площади (В колонне ветеранов)
- Награждён медалями Федерации космонавтики СССР, так же медалями имени Королева С. П. , Гагарина Ю. А., Рязанского М. С., Титова Г. С. и др.
- Имеет звание «Почетный радист СССР»
- Мастер спорта по пулевой стрельбе. Скоростная стрельба из револьвера. Стрельба из пистолета на 50 метров
- Почётная грамота Кабинета Министров Украины (10 декабря 2002 года) — за значительный личный вклад в развитие торгово-экономических связей Украины и по случаю завершения Года Украины в Российской Федерации[4]